# 布貝斯海姆巴赫河
48°27′04″N 10°16′14″E / 48.451104757528356°N 10.270419716835022°E
布貝斯海姆巴赫河（德語：Bubesheimer Bach），是德國的河流，位於該國東南部，由巴伐利亞負責管轄，屬於金茨河的左支流，河道全長9.9公里，流域面積23平方公里。